# 邦納症候群
邦納症候群（Charles Bonnet syndrome；CBS）是在心智正常的人身上發生的一種鮮明而複雜的幻覺。這個症狀是以瑞士的自然博物學家查爾斯·邦納（Charles Bonnet）為名，他在1760年首度描述他87歲的祖父的情形。他的祖父因為白內障兩眼近乎全盲，但是卻可以看到男人、女人、鳥、車輛、建築物、織錦畫、圖騰等幻象。有此症狀的病人通常因為年老、視網膜問題、眼球或視神經受傷而導致視力障礙。

## 外部連結
- FAQ at RNIB （页面存档备份，存于）
- Fortean Times article on Charles Bonnet syndrome